# 껌강

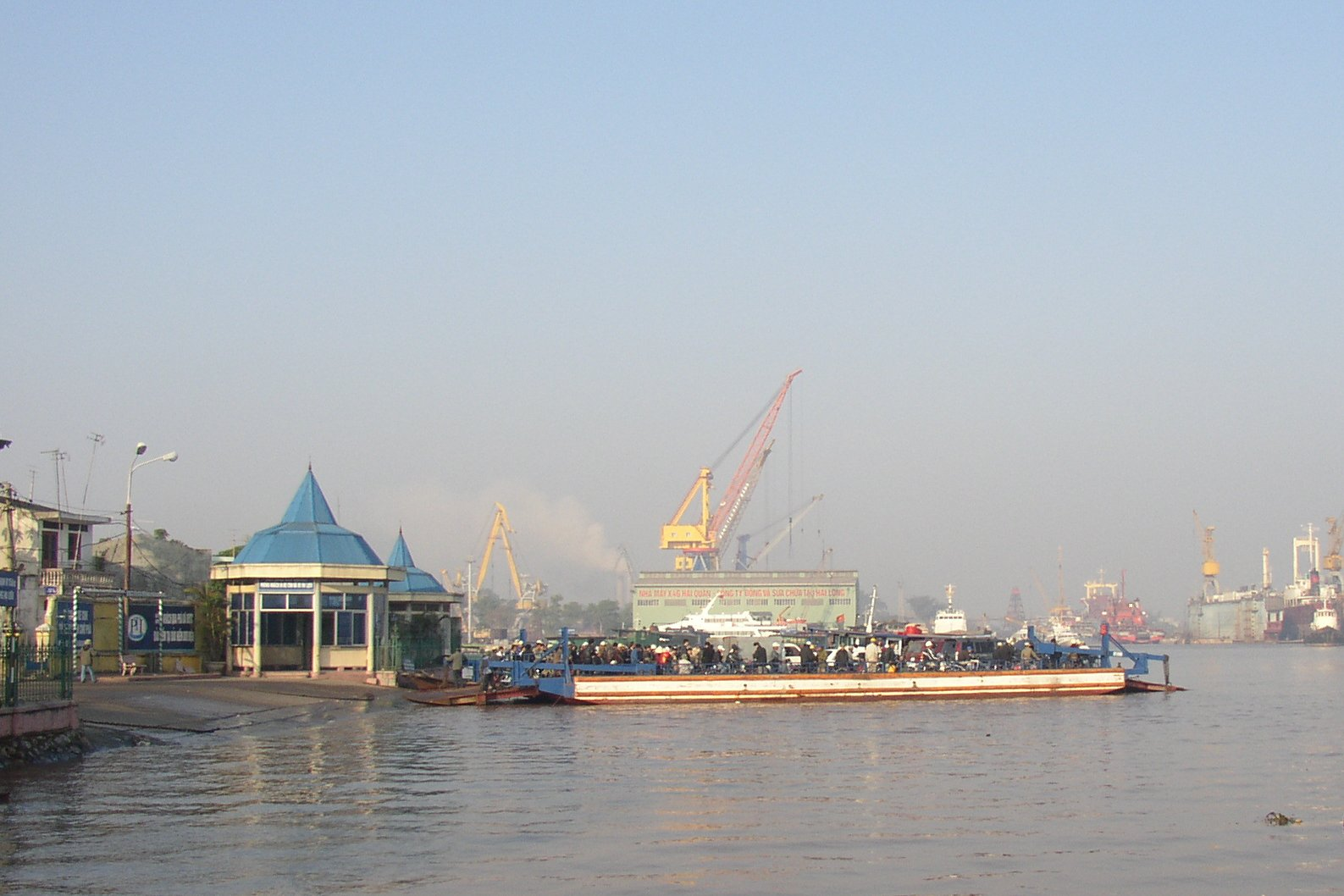
하이퐁항의 페리

껌강(베트남어: Sông Cấm / 瀧禁)은 베트남 북부 하이퐁을 지나는 강이다. 타이빈강의 짧은 분류지만, 하이퐁에서는 지리적으로 중요한 강이며, 베트남에서 두 번째로 큰 항구가 이 강의 강변에 위치해 있다.

## 지리와 하천
껌강의 원류는 낀몬강의 합류 지점이며, 하이즈엉성에 있는 작은 시내인 ‘한 천’이다. 그곳에서 남동쪽으로 흐르다가, 통킹만에 접어들기 전 하이퐁에서 동쪽으로 꺽이며, 5km의 넓은 삼각강으로 하류로 퍼진다.
이 강의 천체 길이는 7km이다.
껌강은 잦은 침식을 당하며, 5천톤 이상의 배를 수용하기 위해 정기적인 준설 작업을 필요로 한다.